# 侏儒微鰭烏賊
侏儒微鰭烏賊（学名：Idiosepius pygmaeus）为微鰭烏賊科微鰭烏賊屬下的一个种。